# Bornhagen
Bornhagen là một đô thị thuộc huyện Eichsfeld, Đức. Đô thị này có diện tích 18,65 km², dân số thời điểm 31 tháng 12 năm 2006 là 466 người. Đô thị này gồm 2 khu dân cư Bornhagen và Weilrode.

## Thư viện hình ảnh

Bornhagen
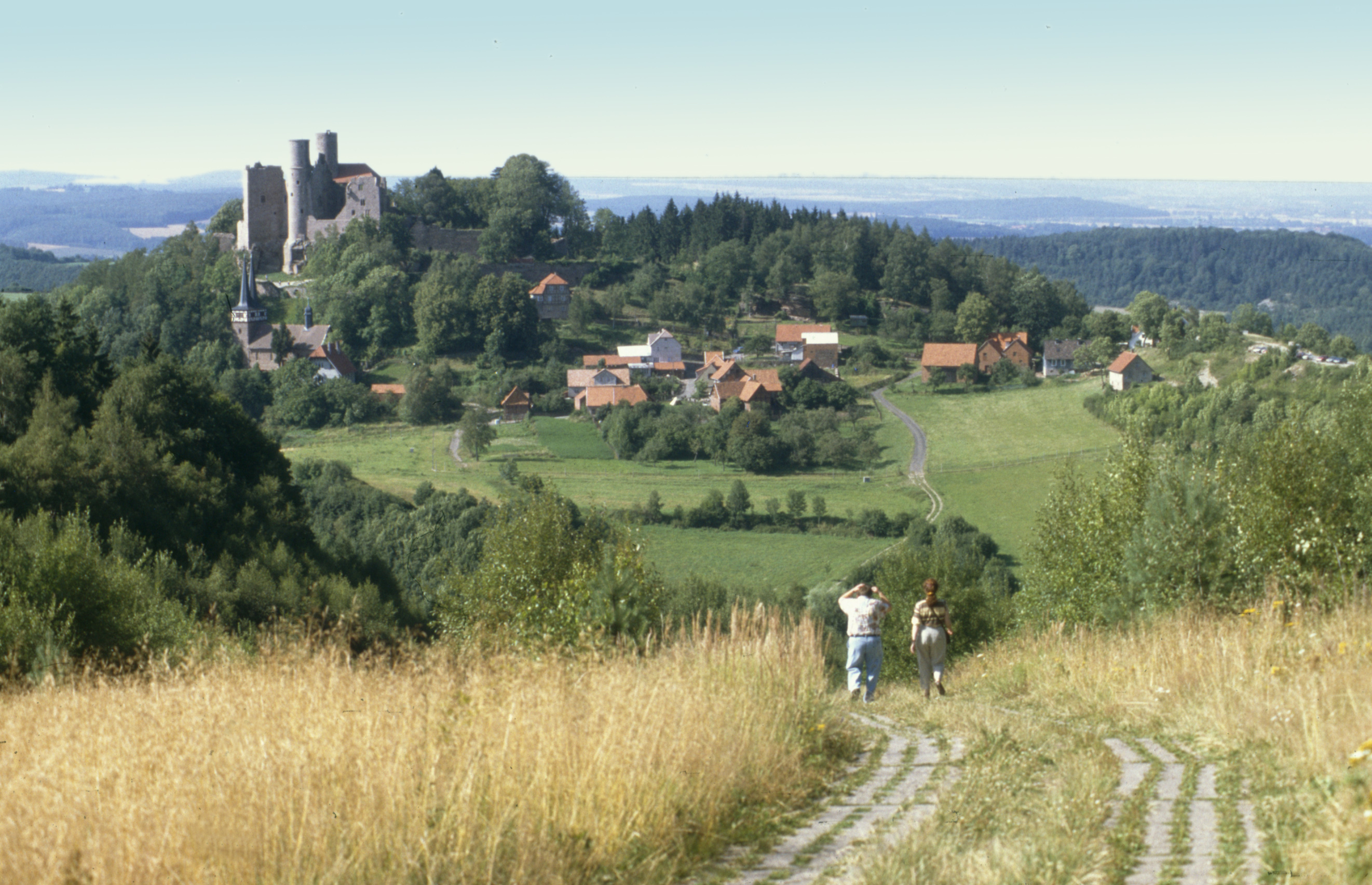
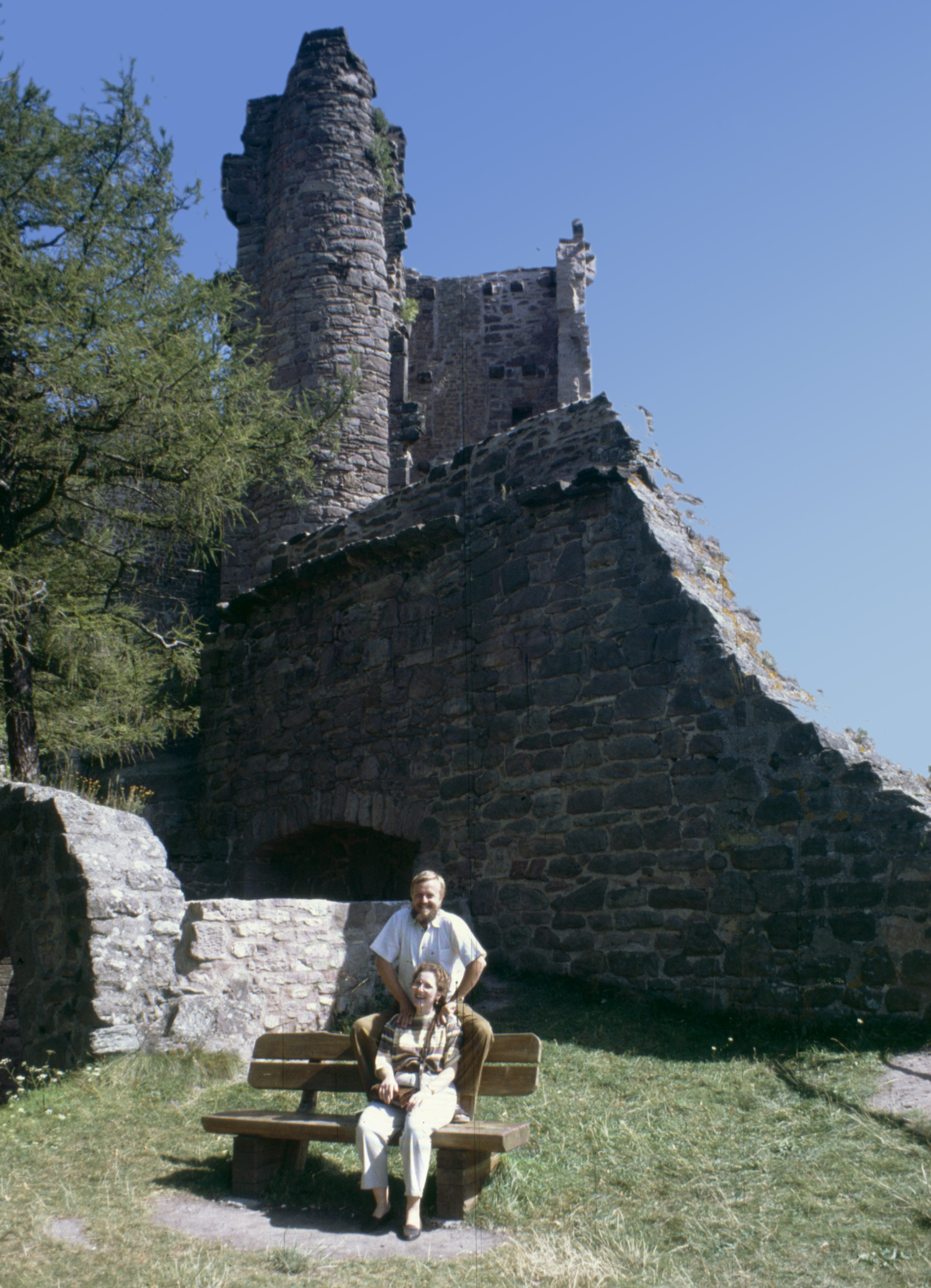
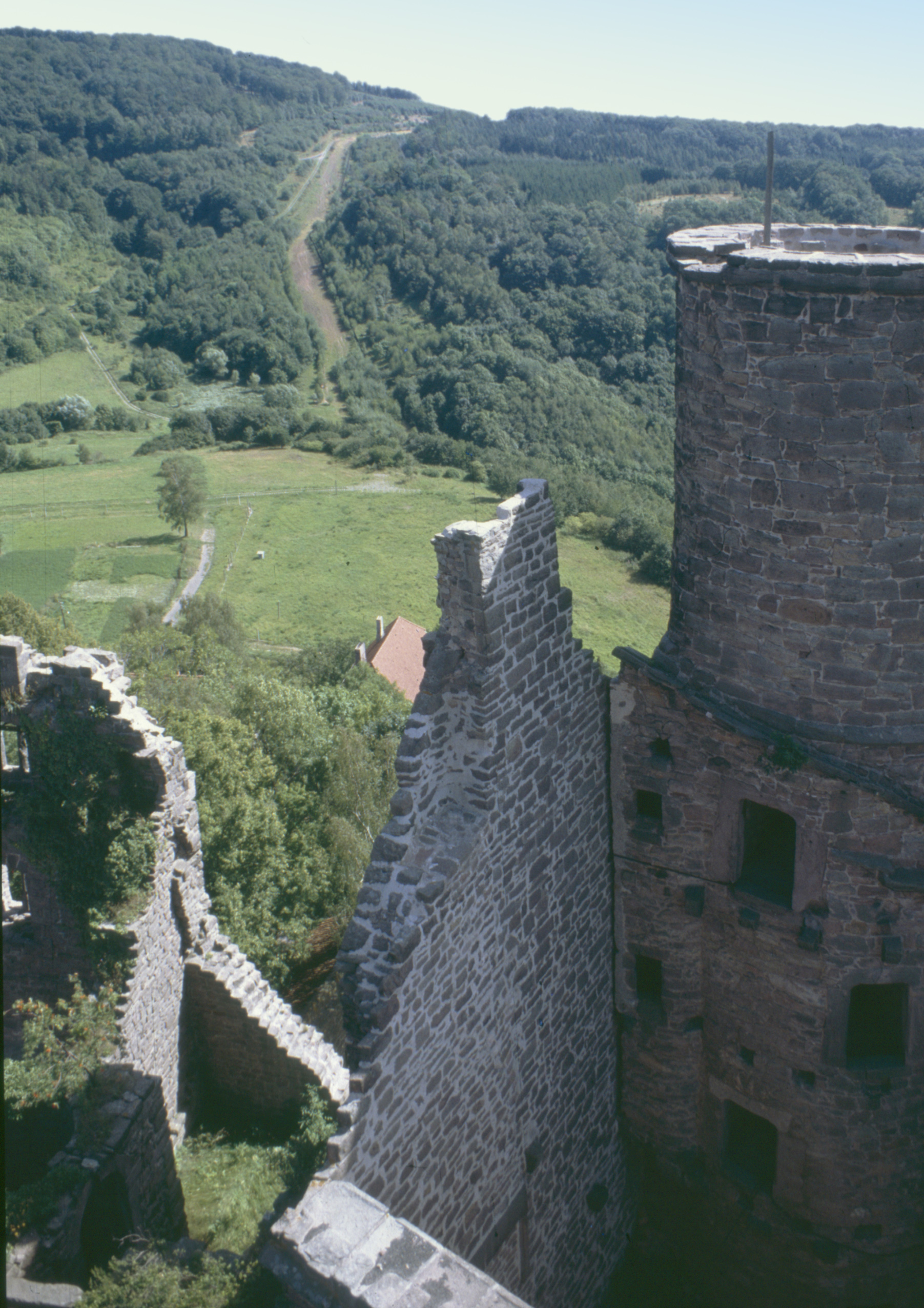
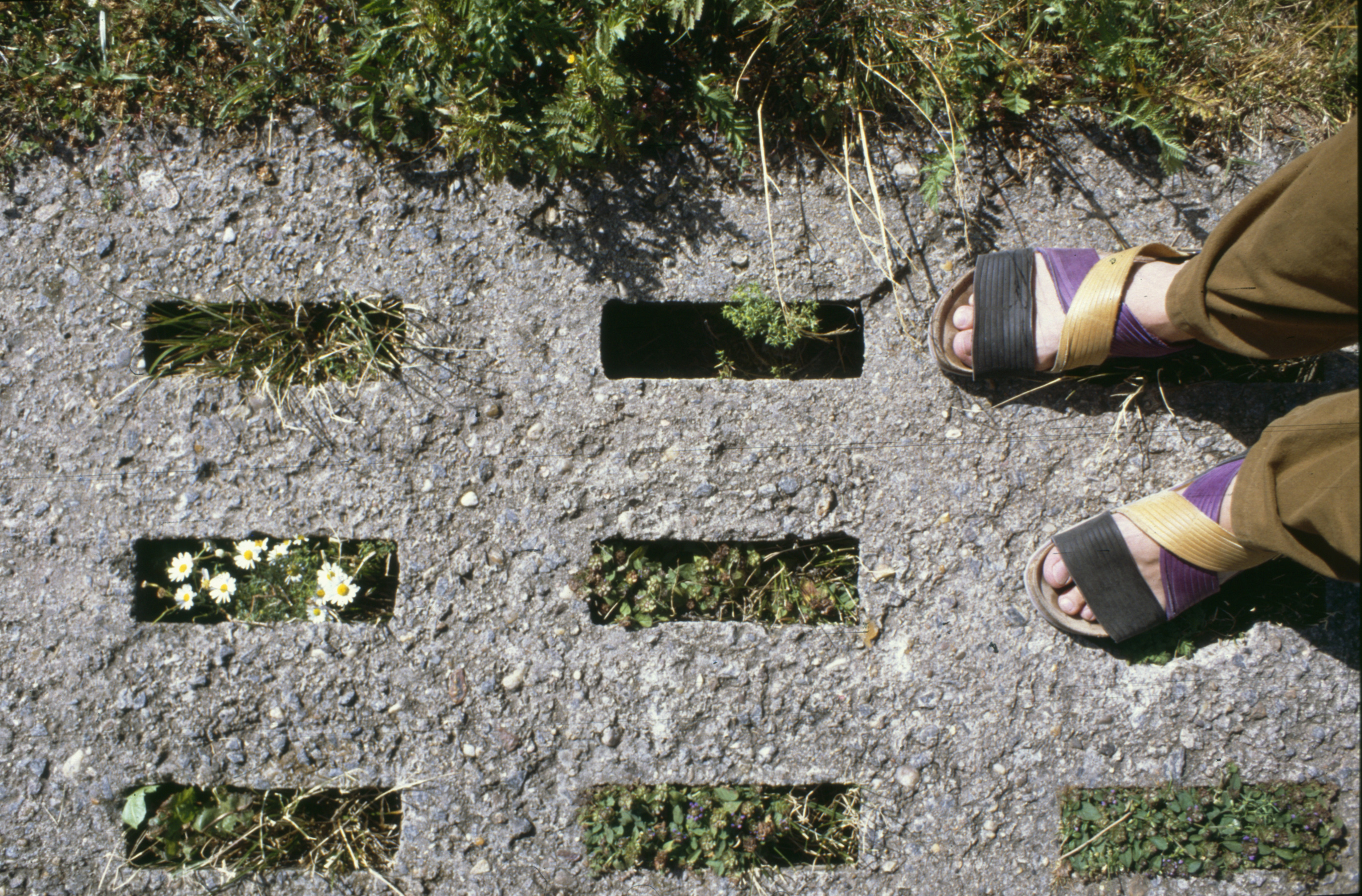
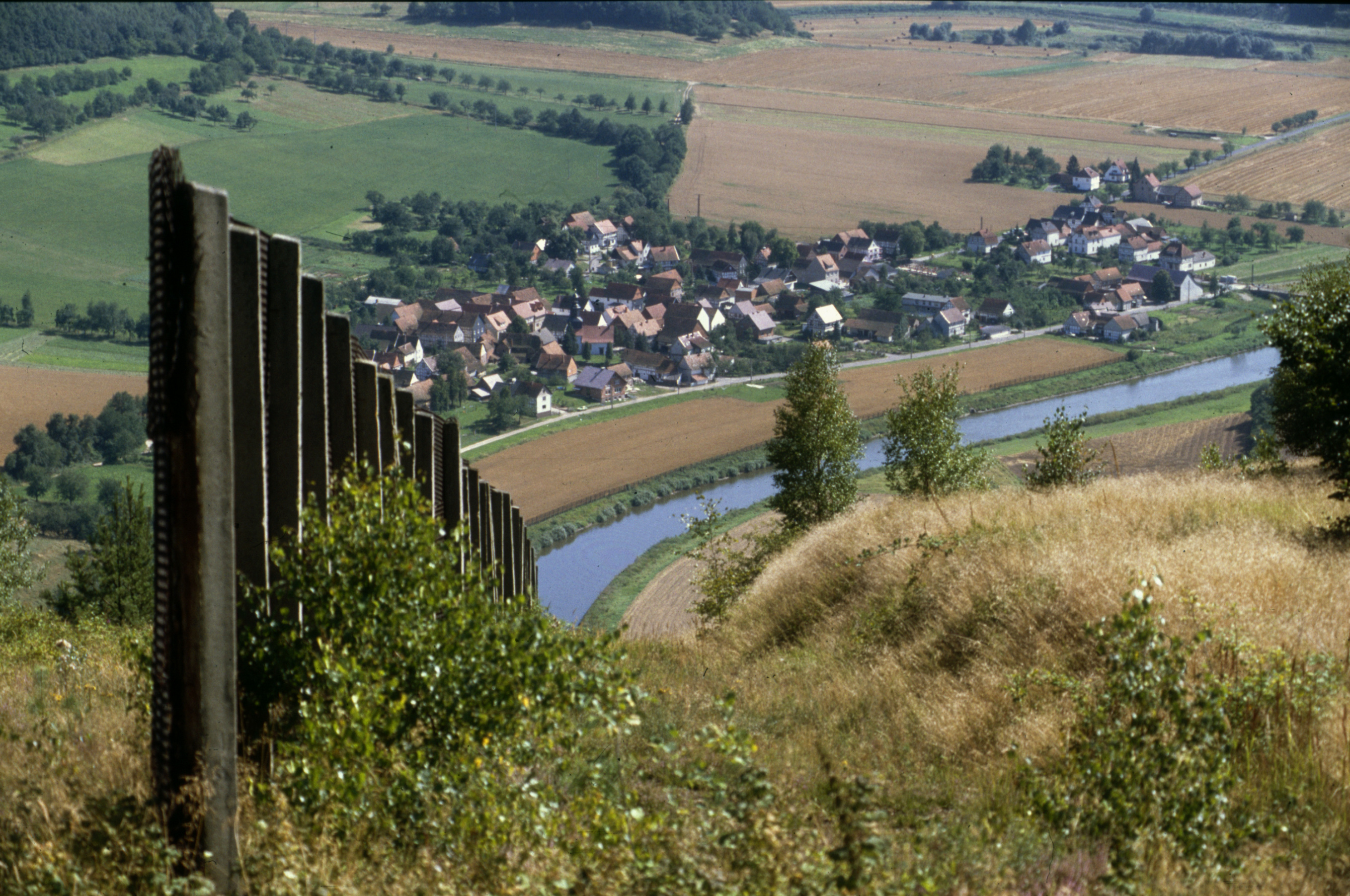
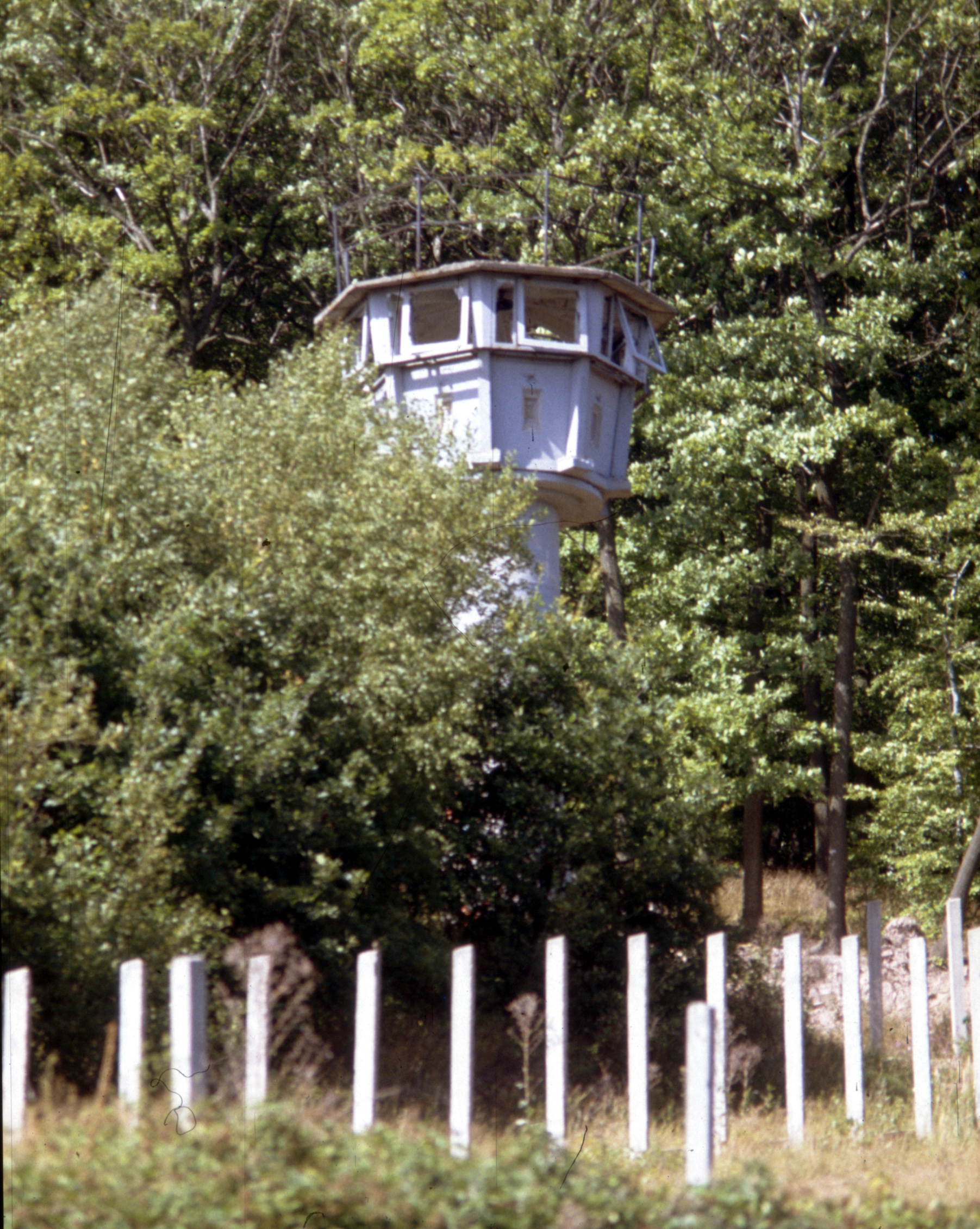
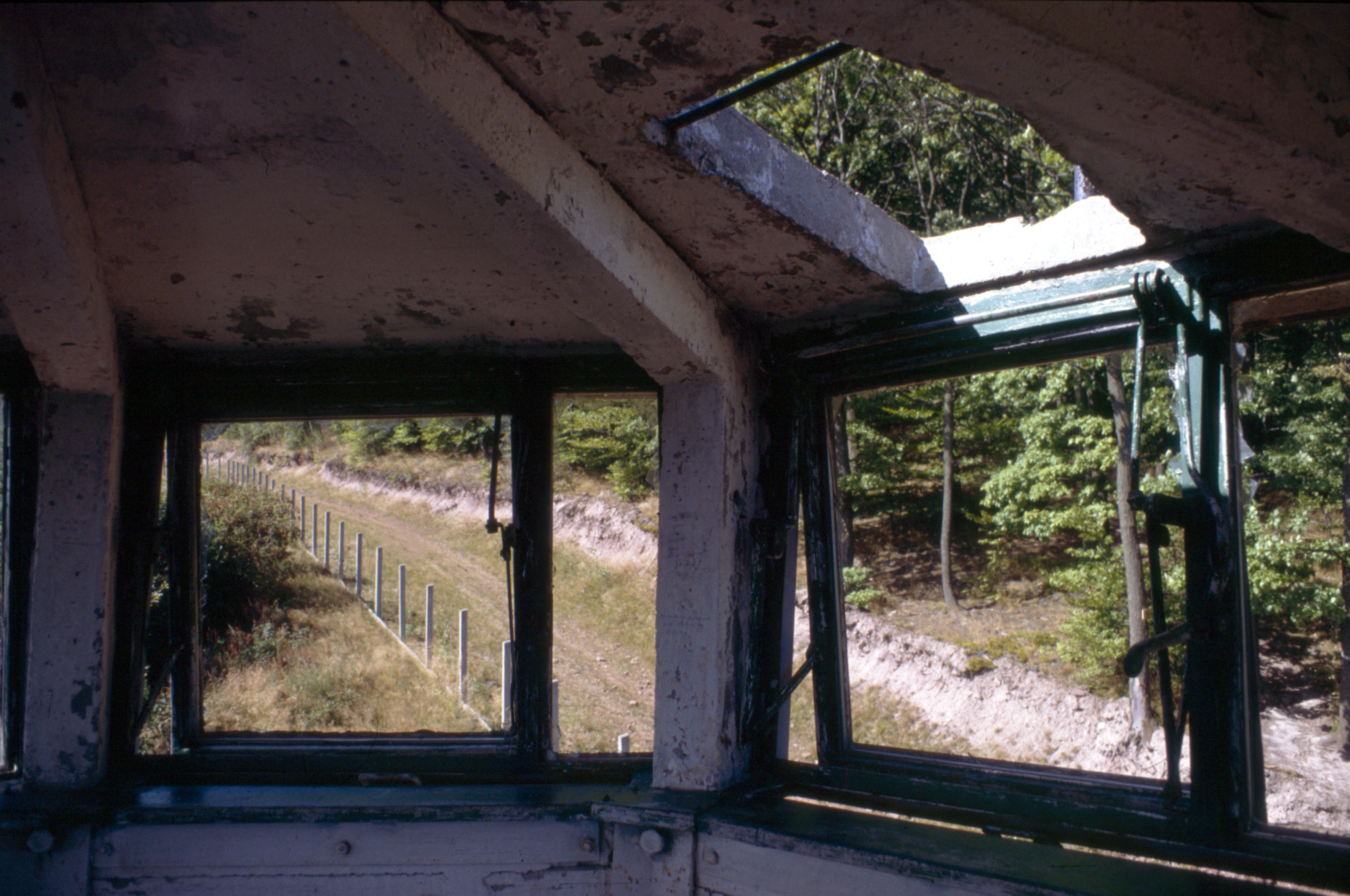
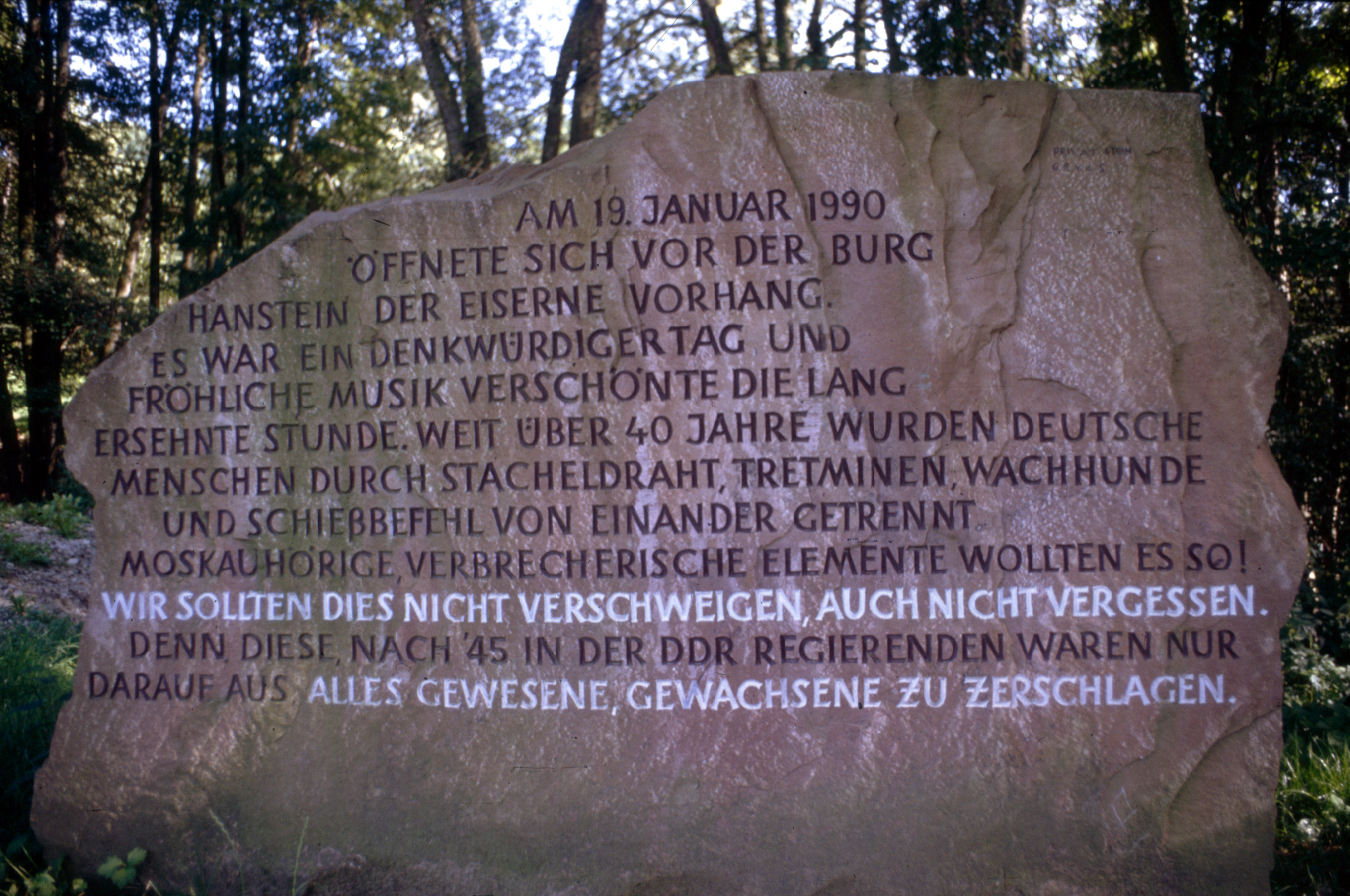